# Calum Semple
Malcolm Gracie " Calum " Semple OBE FRCPCH FRCPE FHEA é um médico e académico britânico. Ele é professor de saúde infantil e medicina de surtos na Universidade de Liverpool e pediatra respiratório consultor no Alder Hey Children's Hospital em Liverpool.
Ele liderou um ensaio clínico de plasma convalescente de Ebola na Serra Leoa e um estudo de acompanhamento de sobreviventes de Ebola com o Dr. Janet T. Scott e Paul J. Steptoe.

## Honras
Semple foi premiado com a Medalha Ebola pelo Serviço na África Ocidental em 2016. Ele foi nomeado Oficial da Ordem do Império Britânico (OBE) nas honras de aniversário de 2020 pelos serviços prestados à resposta da Covid-19.